# 새끼손가락

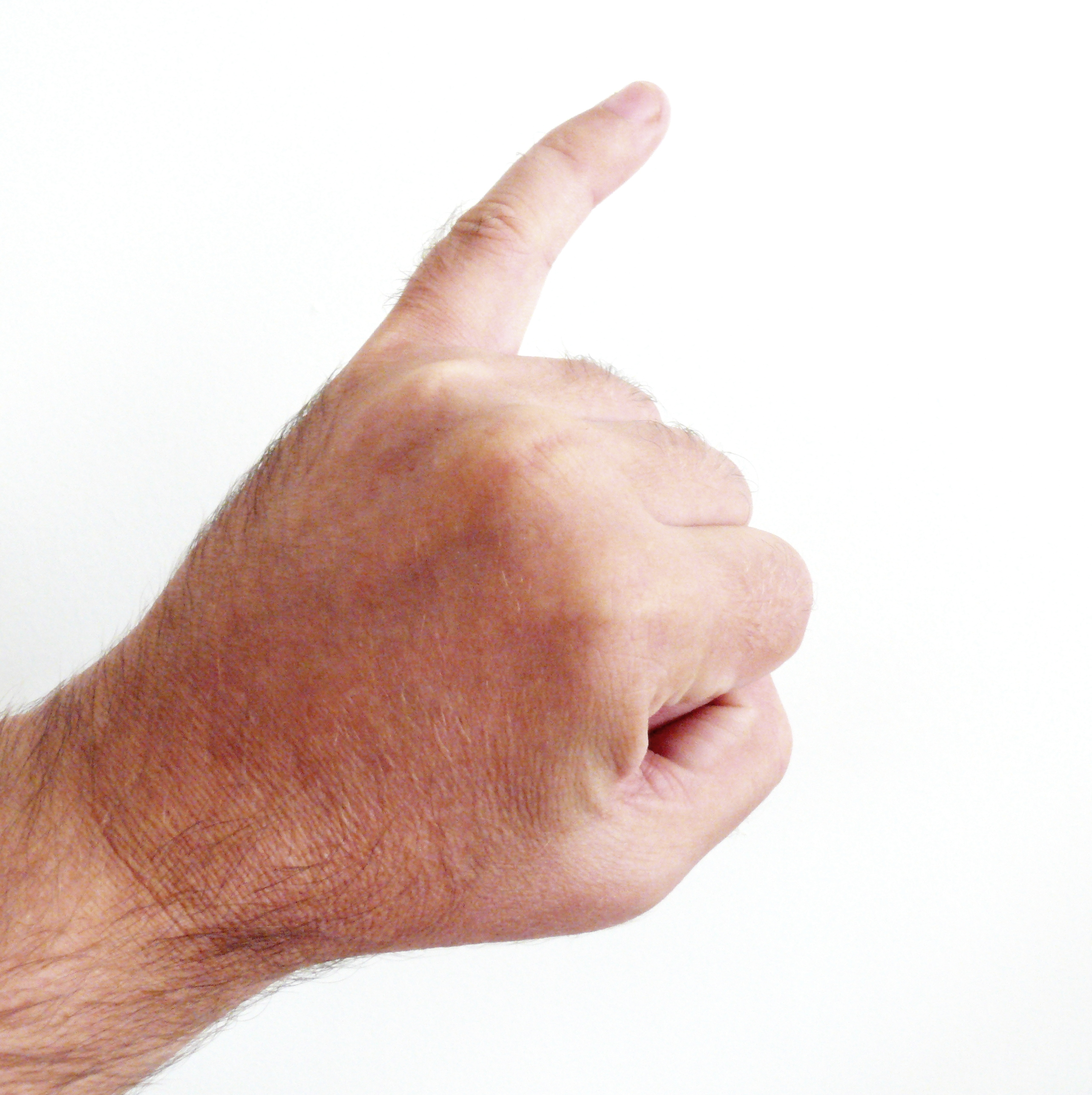
새끼손가락

새끼손가락은 다섯 손가락 중 마지막에 위치한 손가락으로, 제일 짧고 굵기도 가늘다. 계지(季指)라고도 한다. 서로의 계지를 교차해서 거는 제스처를 통해서 약속을 하기도 한다.

## 같이 보기
- 엄지손가락
- 집게손가락
- 가운뎃손가락
- 약손가락
- 손가락 약속